# Deutsche Meisterschaften im Freiwasserschwimmen 1999
Die Deutschen Meisterschaften im Freiwasserschwimmen 1999 wurden in Lindau ausgerichtet.
| Disziplin        | Männer         | Männer        | Männer | Frauen        | Frauen        | Frauen |
| Disziplin        | Name           | Verein        | Zeit   | Name          | Verein        | Zeit   |
| ---------------- | -------------- | ------------- | ------ | ------------- | ------------- | ------ |
| 5 km Freiwasser  | Andreas Maurer | LSC Wiesbaden |        | Peggy Büchse  | PSV Rostock   |        |
| 25 km Freiwasser | André Wilde    | PSV Rostock   |        | Angela Maurer | LSC Wiesbaden |        |